# 樹德家商站

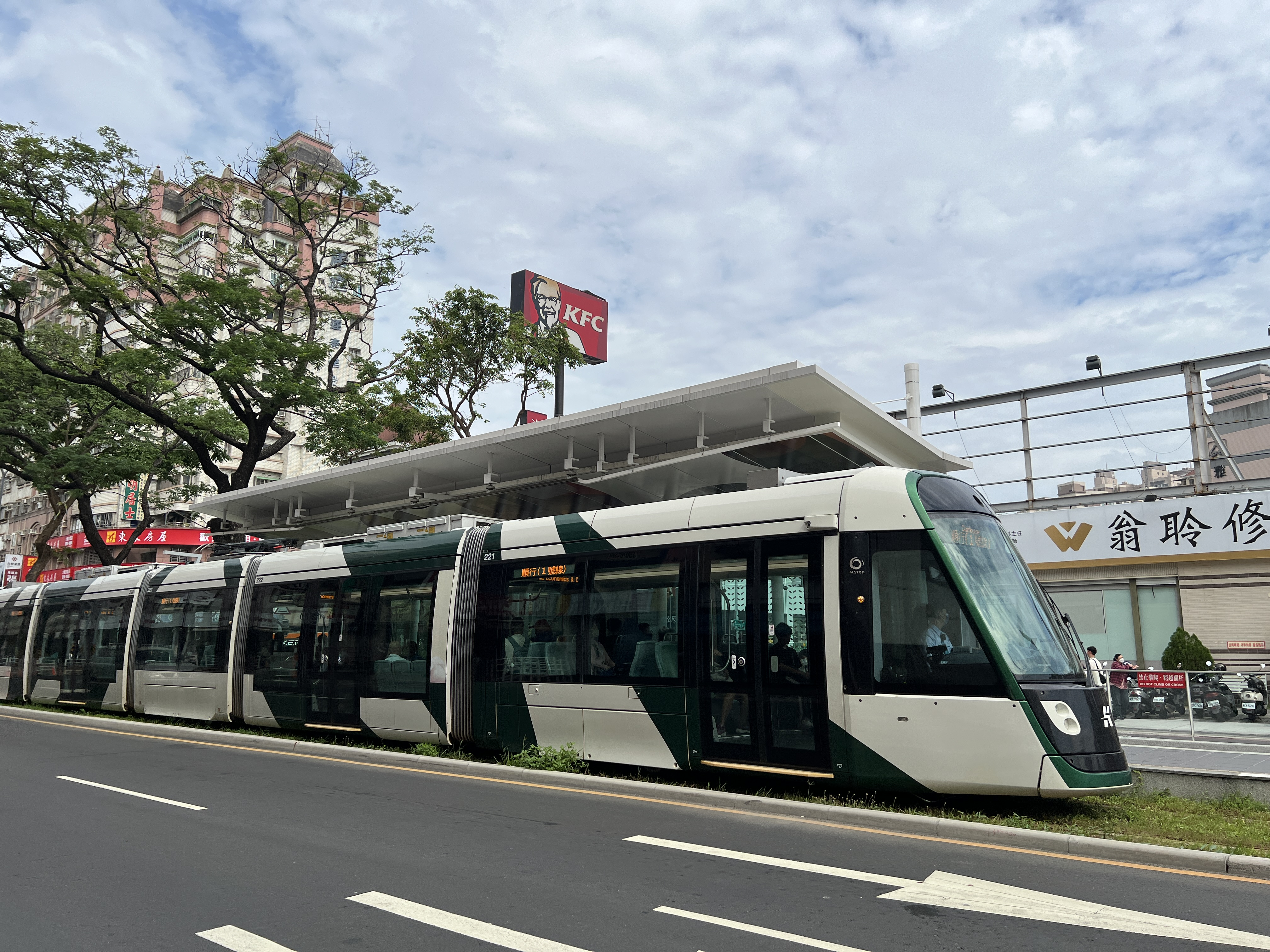
環狀輕軌列車停靠於樹德家商站順行月台

樹德家商站位於台灣高雄市三民區寶珠里，為高雄捷運環狀輕軌的捷運車站。車站編號為C29。

## 歷史
高雄市政府捷運工程局舉行C15-C37車站徵名活動，票選結果站名為「樹德家商站」。
2024年1月1日，隨著環狀輕軌第二階段「C24愛河之心–C32凱旋公園」通車啟用。因應高雄輕軌成圓，於2024年1月1日至2月25日前進行全線通車試營運，以作為後續正式營運後參考。

## 車站概要
站區位於大順二路、建興路口的南北側，當地地名寶珠溝，車站構造為中央側式月台兩座。

### 月台配置
| 地面                            |            |                                  |
|                                 | 建興路路口 | ← 環狀輕軌逆行方向（高雄高工站） |
| 側式月台（南側），左側開門      | 建興路路口 | 側式月台（北側），左側開門       |
| 環狀輕軌順行方向（科工館車站）→ | 建興路路口 |                                  |
| 出入口                          |            |                                  |

## 外部連結
- 樹德家商站（高雄捷運公司）